# Міжнародний день шульг

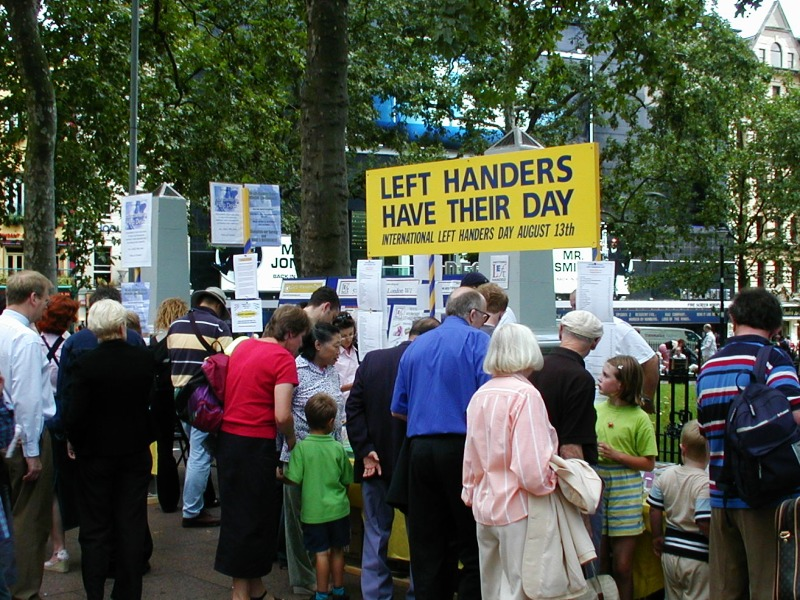
Відзначення Міжнародного дня шульг у Лондоні, 2002 рік

Міжнародний день шульг (англ. International Lefthanders Day) — міжнародний день, що відзначається щороку 13 серпня.

## Статус
У цей день лівші всього світу прагнуть привернути увагу виробників товарів до необхідності враховувати їхні зручності, улаштовують різноманітні заходи та змагання. Зокрема, британський Клуб шульг (англ. The Left-Handers Club) занепокоєний тим, що в багатьох школах країни дітей-шульг як і раніше прагнуть перевчити до писання правою рукою, що викликає психологічні стреси та знижує успішність учнів.

## Історія свята
Започаткований 13 серпня 1976 року організацією Left-handers International. Проголошений у 1984 році Міжнародною конфедерацією шульг. Широко відзначається з 1992 року британським Клубом шульг (англ. The Left-Handers Club), що було створено 1990 року.